# I piaceri della contessa Gamiani
I piaceri della contessa Gamiani è un film del 1974 diretto da Rinaldo Bassi.

## Trama
Francia, XIX secolo: il giovane Ottavio conduce un rapporto clandestino con la bella contessa Gamiani. Durante un pranzo con numerosi invitati, Ottavio si accorge che un altro giovane tocca la contessa sotto al tavolo; dopo essere quasi venuti alle mani, i due si sfidano a duello con la pistola; qui Ottavio ha la peggio venendo ferito al braccio, e questo gli causa febbre e deliri. Viene curato dal dottor Desgenais, che dopo averlo guarito lo mette in guardia dalle donne, soprattutto dal provare amore per loro, aggiungendo di essere stato il primo ad aver "curato" carnalmente la contessa in giovane età, e rivelandogli che è lesbica e che usa gli uomini soltanto per sfruttarli. Dopo aver conosciuto la giovane amante della contessa, Fanny, Ottavio se ne innamora e, inizialmente ricambiato, le chiede di sposarlo, ma lei declina. Infine, dopo aver passato la notte con una prostituta in una locanda, se ne va in carrozza assieme ad una scrittrice che si fa chiamare George Sand.

## Produzione
Il film è tratto dai romanzi La confessione di un figlio del secolo del 1836 di Alfred de Musset e Gamiani, o due notti di eccessi del 1833, di autore anonimo ma attribuito allo stesso de Musset.

## Colonna sonora
La colonna sonora è tratta dalla cantata Carmina Burana composta da Carl Orff tra il 1935 e il 1936.

## Censura
L'edizione italiana fu censurata di 5 scene e una frase, per un totale di oltre 90 metri di pellicola; di seguito i cambiamenti apportati:
1. Eliminazione scena del dito nella vagina;
2. Eliminazione della scena relativa all'accoppiamento con il gorilla;
3. Eliminazione delle tre sequenze dei baci del protagonista lungo il corpo e sul pube della Gamiani e della prostituta e di quest'ultima lungo il corpo e sul pube del protagonista;
4. Eliminazione della scena erotica nello studio del dottore da quando, dopo aver legato la ragazza inizia il discorso sullo "strumento", sino alla fine del discorso stesso;
5. Riduzione al minimo del rapporto lesbico con eliminazione del bacio e della violenza prima del bacio;
6. Taglio della frase: «quando una donna accarezza un'altra donna... c'è una vibrazione, una musica che nessun uomo può suscitare... quando una donna accarezza un'altra donna...».[2]

Con tali modifiche, il film poté essere distribuito nei cinematografi con il divieto di visione ai minori di 18 anni.
Una nuova revisione del 2018 ha rimosso il divieto.

## Distribuzione
Fu distribuito in Francia a partire dal 10 ottobre 1974 col titolo Pourvu qu'on ait l'ivresse; in Italia nel 1975. L'edizione italiana presenta un doppiaggio eseguito dalla società Sincrovox, diretto da Emilio Cigoli.